# Plotheia rectifera
Plotheia rectifera är en fjärilsart som beskrevs av Walker 1865. Plotheia rectifera ingår i släktet Plotheia och familjen trågspinnare. Inga underarter finns listade i Catalogue of Life.